# Lesní požáry v Portugalsku 2017
Série lesních požárů v Portugalsku začala 17. června 2017 ve střední části země. Požáry zabily nejméně 64 lidí a zničily několik vesnic, zejména v okolí obce Pedrogâo Grande.

## Pozadí
Před vypuknutím požárů zažilo Portugalsko vlnu veder s teplotami přes 40 °C. Během noci ze 17. na 18. června se v celé zemi objevilo kolem 60 požárů. Příčina vzniku požárů byla 18. června nejasná, ale spekuluje se o spuštění ohně bleskem během tzv. suché bouřky.

## Reakce
Španělsko poskytlo 18. června Portugalsku na pomoc dvě hasicí letadla, Francie tři letadla. Předseda Evropské komise Jean-Claude Juncker uvedl, že EU rovněž poskytne Portugalsku pomoc.
V Římě vedl papež František tichou modlitbu za oběti požárů. Svou kondolenci zaslal portugalskému prezidentovi také prezident České republiky Miloš Zeman.